# León Boyer
León Boyer  (Florac, Francia, 1904 – Panamá, Panamá, 1986) fue un ingeniero francés, propulsor del viaducto de Garabit y director general del canal de Panamá.

## Biografía
En 1869, ingresó en la Escuela Politécnica y en 1875 se recibió como ingeniero de caminos y puentes. En 1878 estuvo a cargo de la construcción de la línea ferroviaria entre Marvejols y Neussargues. Boyer propuso cruzar el valle de la Truyère con un viaducto de 123 metros de altura. Es así como propone a Gustavo Eiffel la construcción del viaducto de Garabit.
En 1884 llega a ser ingeniero en jefe de Puentes y Carreteras y al año siguiente es nombrado director general de los trabajos del canal de Panamá, remplazando a Philippe-Jean Bunau-Varilla.
Boyer estaba convencido de que era imposible crear un canal a nivel en el tiempo estipulado, por lo cual propuso a sus superiores la construcción de un lago artificial temporal y un canal de esclusas que sería ampliado progresivamente luego de haber entrado en operación. No obstante tuvo que retirarse del proyecto dos años después  de haber sido nombrado jefe del mismo, víctima de la fiebre amarilla.